# Driehoekige hebesphenorotonde
Een driehoekige hebesphenorotonde is in de meetkunde het johnsonlichaam J92.
Het is een van de negen enkelvoudige johnsonlichamen die niet ontstaan door te beginnen met de regelmatige veelvlakken en archimedische lichamen, daar delen van te nemen, zodat weer een johnsonlichaam ontstaat, en al deze lichamen, met daarbij nog de prisma's en antiprisma's, te combineren.
- MathWorld. Triangular Hebesphenorotunda.